# علي شمس الدين بن إبراهيم
علي شمس الدين بن إبراهيم كان الداعي المطلق الطيبي الإسماعيلي الثالث عشر في اليمن، من عام 1329 حتى وفاته عام 1345 م.

## العائلة
سيدنا علي شمس الدين هو ابن الداعي الحادي عشر سيدنا إبراهيم بن الحسين (ابن الوليد).

## الحياة
في حياة والده، كان سيدنا علي قد استحوذ على قلعة كوكبان بمبلغ ضخم من المال وأسكن زوجته فيها. وفي عهده سار الأشراف من بني تاج الدين بن يحيى بن حمزة إلى حصن ذي مرمر، واستولوا عليه. حشد سيدنا علي جيشًا كبيرًا وأرسله لمواجهة الغزاة.
وتحالف مع بعض أفراد قبيلة بني همدان، وقاتل ضد الأئمة الزيدية. وفي عام 1332م، استولت قواته على قلعة ذي مرمر.

## النسب
أصبح ابنه عبد الله الداعي المطلق السادس عشر في عام 1378. 

## معرض الصور

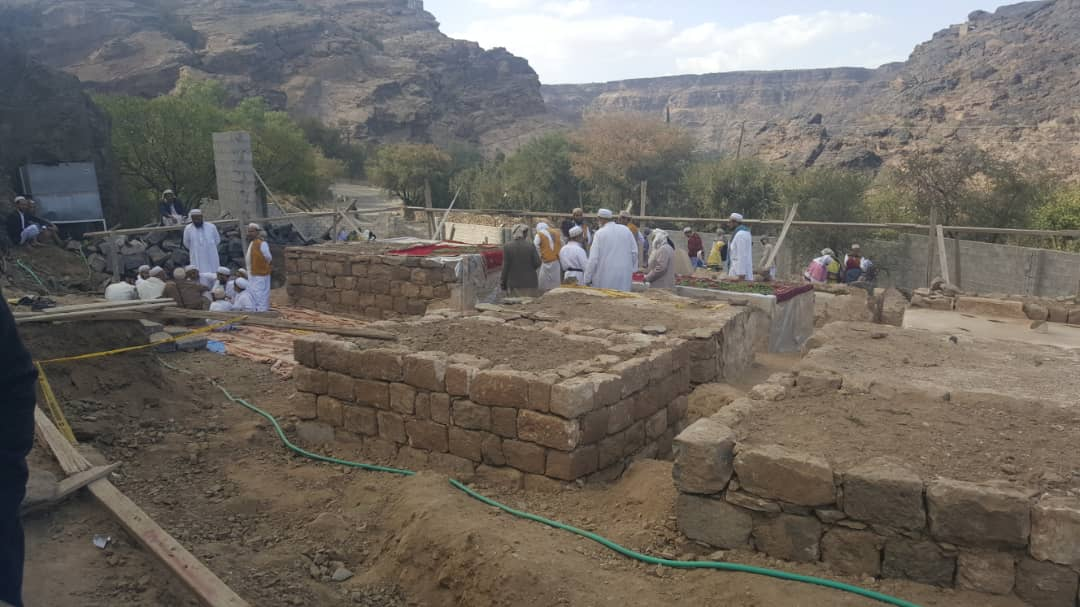
اكتشاف قبور الدعاة الثلاثة في حصن عفيضة
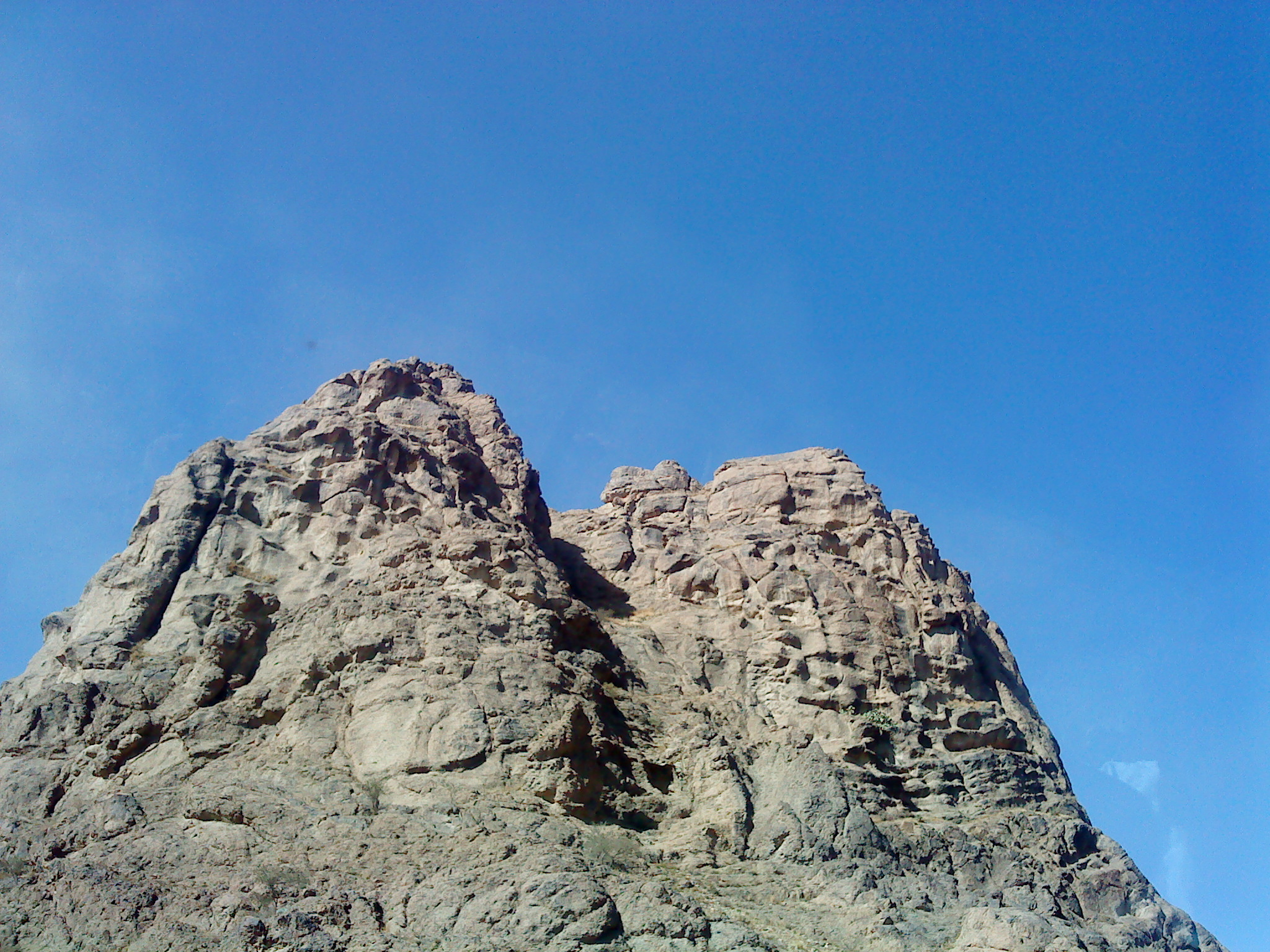
جبل حصن عفيضة، بالقرب من المحاريق، صنعاء، حيث تقع قبور الداعي الحادي عشر والثاني عشر والثالث عشر والخامس عشر.